# Gehweg

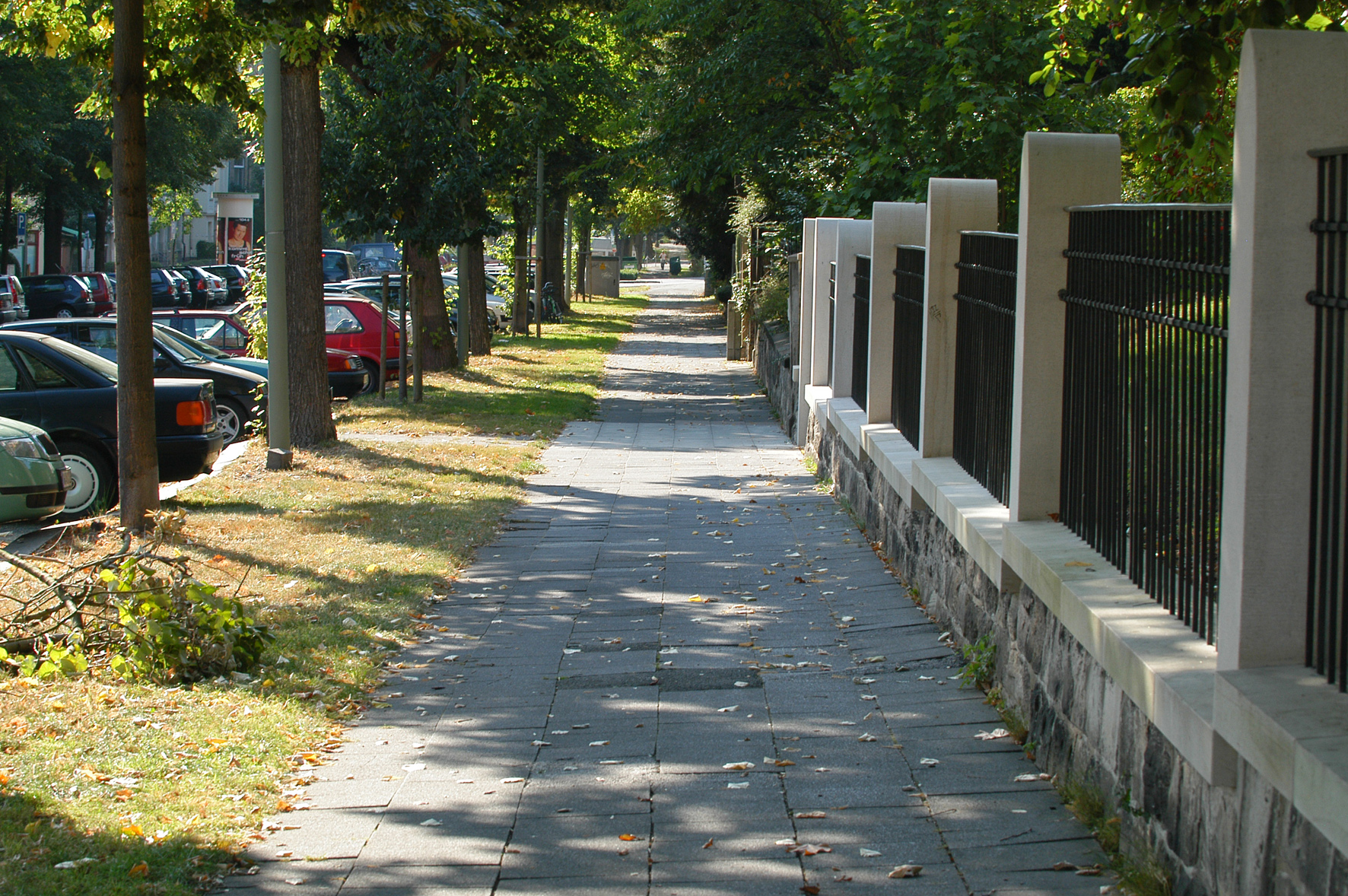
Gehweg

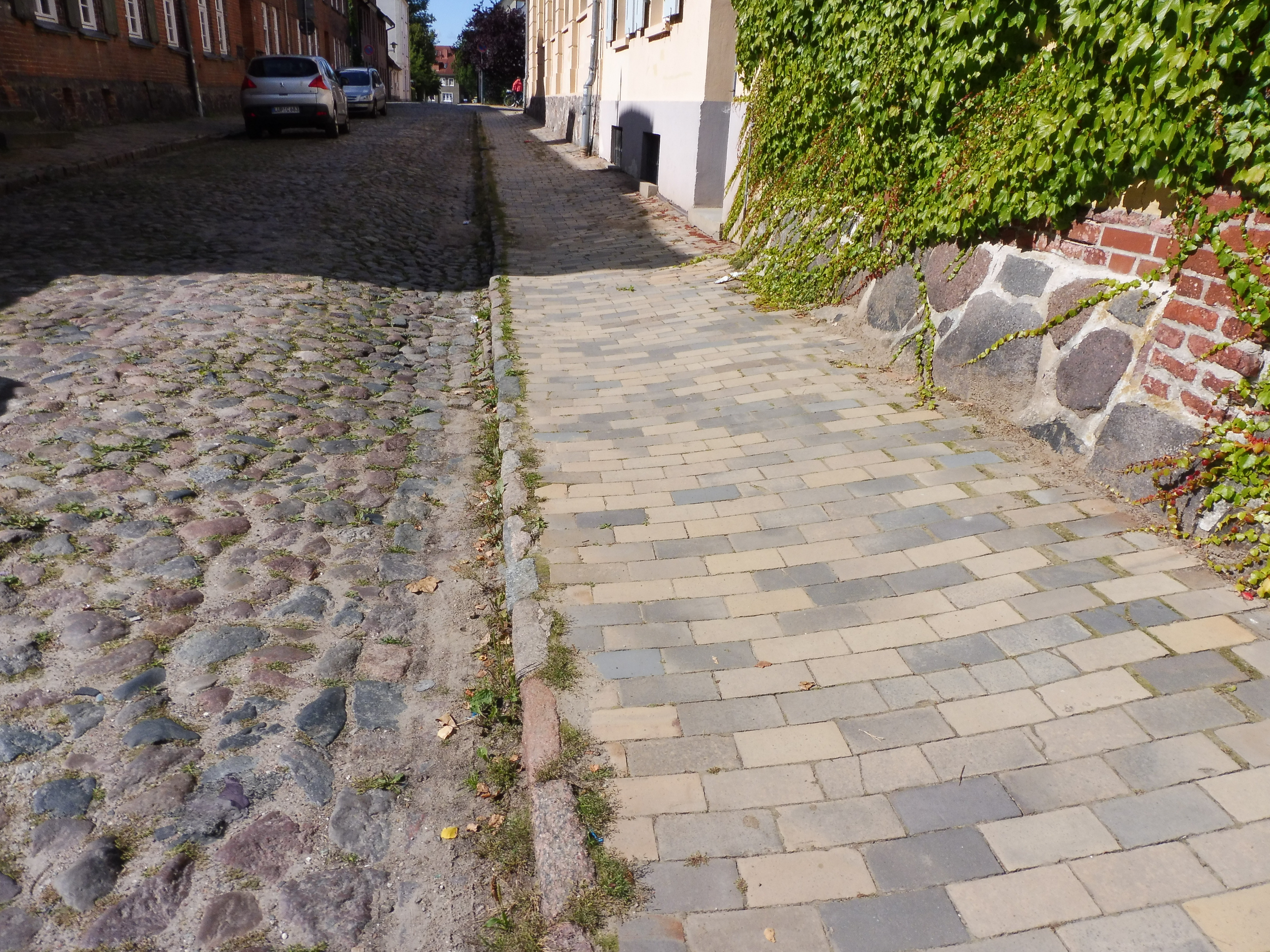
Alte Straße mit Gehweg in Güstrow (2017)

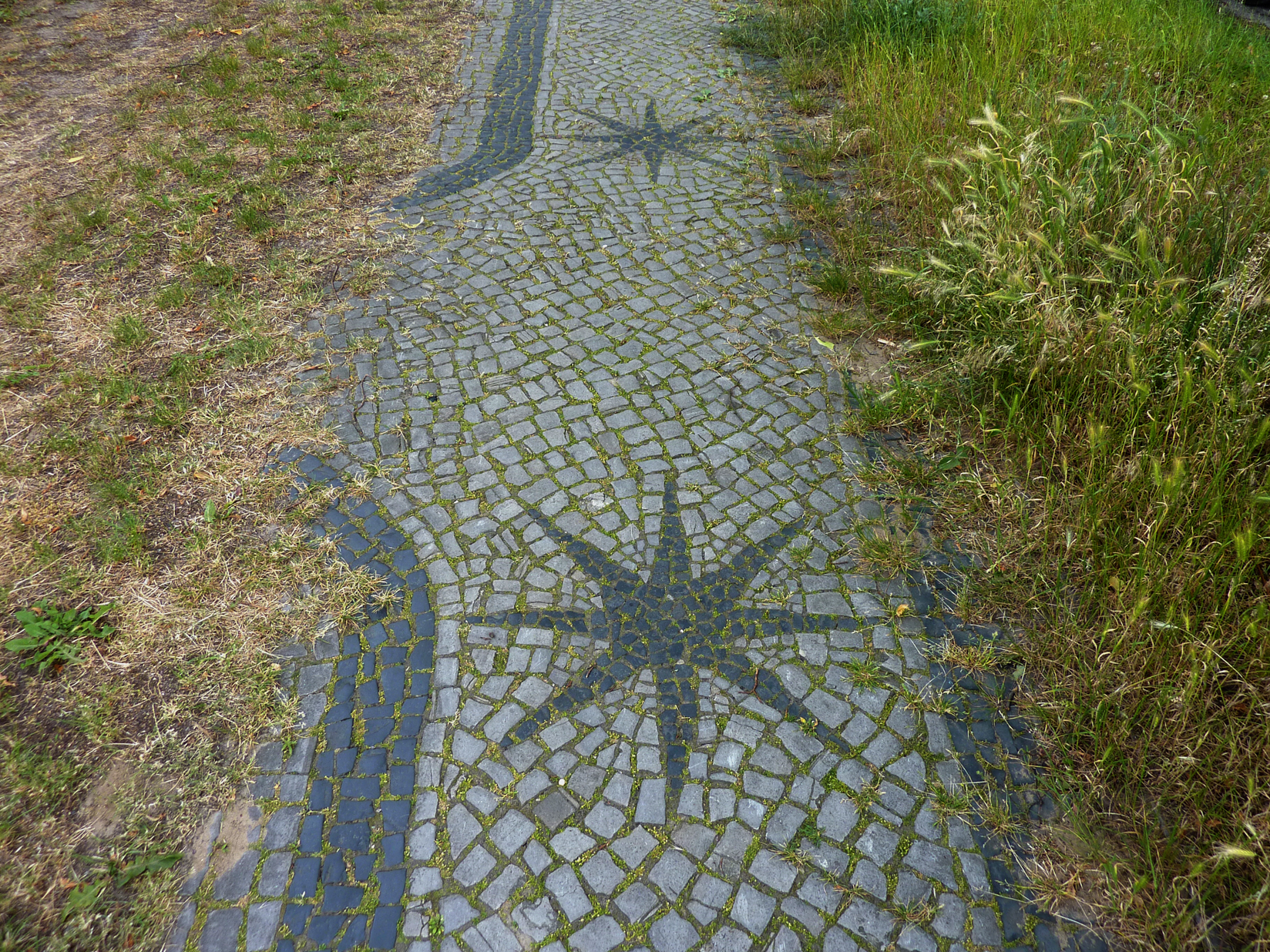
Künstlerisch gestalteter Gehweg (ca. 19. Jahrhundert) in Berlin-Bohnsdorf

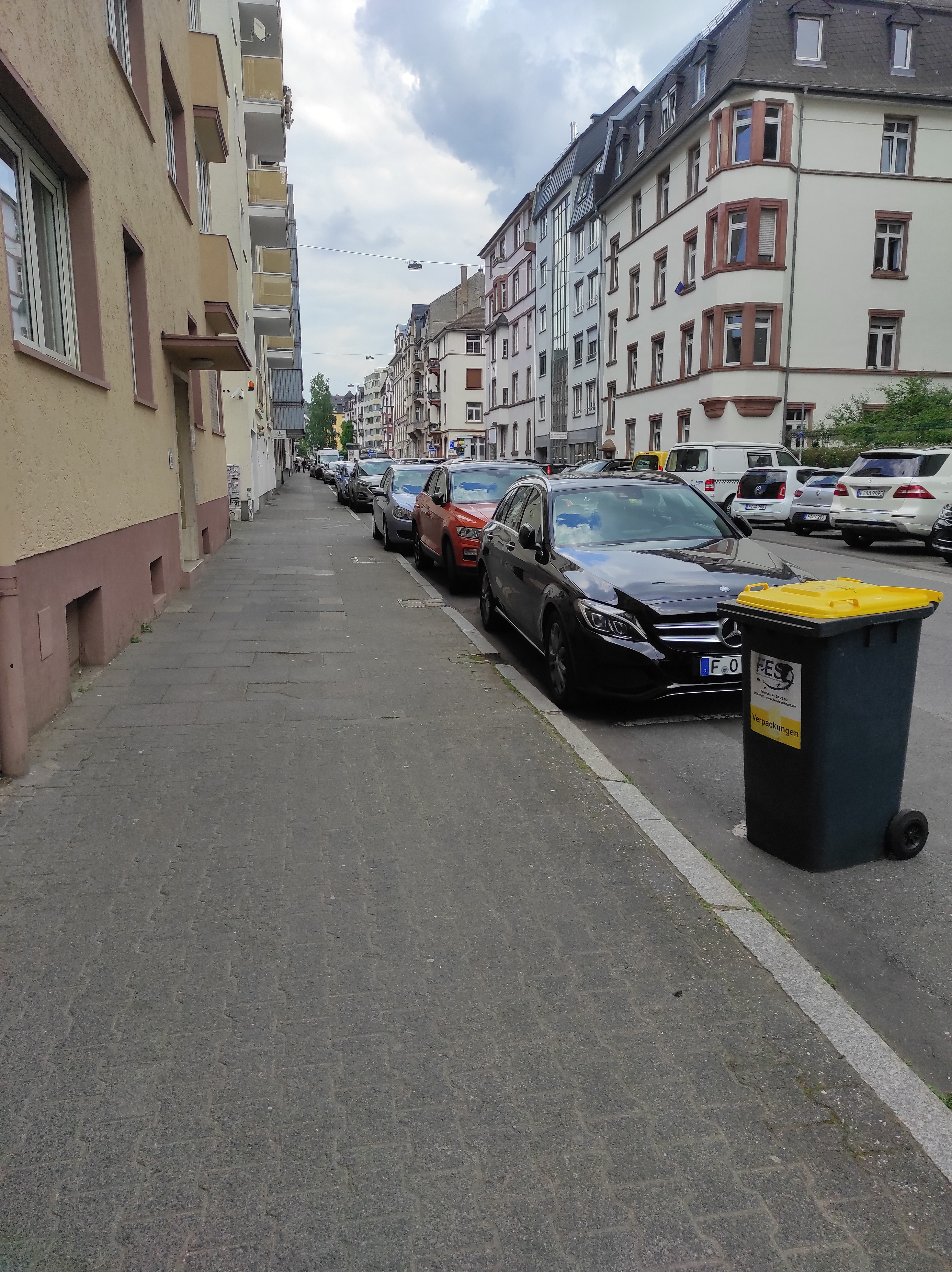
Breiter Gehweg in Frankfurt-Bockenheim

Ein Gehweg ist ein für den Fußverkehr vorgesehener Weg oder Teil einer Straße.

## Begriff
Der Begriff Gehweg ist nicht klar abgegrenzt und wird nicht durchgängig in allen deutschsprachigen Ländern verwendet. Umgangssprachlich und teils rechtlich kann als Gehweg folgendes verstanden werden:
- ein Fußgängerweg oder ein Fußweg als nur für den Fußverkehr zugelassenes oder geeignetes Bauwerk,
- ein Bürgersteig, Gangsteig, Gehsteig oder ein Trottoir, der in der Regel mit einem Bordstein/Randstein oder durch einen Grünstreifen von einer Fahrbahn abgetrennt ist und neben ihr verläuft.

### Deutschland
In der Verwaltungsvorschrift zur Straßenverkehrsordnung wird das Wort „Gehweg“ teilweise entsprechend der umgangssprachlichen Verwendung für den Straßenteil für die Fußgänger gebraucht, wie es auch der StVO entspricht,
an einer Stelle aber für die gesamte Verkehrsfläche neben der Fahrbahn (korrekt: Seitenraum, was je nach Lage auf Bordniveau auch straßenbegleitend angelegte Parkplätze, Baumstandorte etc. beinhalten kann).
Aus der DDR stammt der Begriff Gehbahn, der den mit ebenen Platten belegten eigentlichen Weg zur Fortbewegung der Fußgänger meint, wie in Berlin, Dresden oder Potsdam in vielen Straßen zu sehen. Der Unterstreifen zur Fahrbahn hin und der Oberstreifen zu den Gebäuden ist mit Pflaster belegt. Diese dienen zum Aufstellen von Mülltonnen, dem Aufenthalt vor Schaufenstern oder für Freisitze der Außengastronomie.

### Österreich
Ein Gehweg ist gemäß § 2 Abs. 1 StVO ein für den Fußgängerverkehr bestimmter und als solcher gekennzeichneter Weg, hingegen ist ein Gehsteig oder auch Trottoir ein für den Fußgängerverkehr bestimmter, von der Fahrbahn durch Randsteine, Bodenmarkierungen oder dergleichen abgegrenzter Teil der Straße.

### Schweiz
Der Fußgängerweg heißt in der Deutschschweiz Fussweg. Der Bürgersteig ist das Trottoir (vgl. Art. 43 SVG oder Art. 44 VRV). Trottoir ist die französische Bezeichnung für Gehweg oder Bürgersteig und ist die übliche alltagssprachliche Bezeichnung, die auch teilweise in Südwestdeutschland gebräuchlich ist. Das Wort Gehweg ist in der Schweiz rechtlich gesehen unbekannt, wird jedoch in der Schriftsprache häufig verwendet.

## Straßenbaurichtlinien

### Deutschland

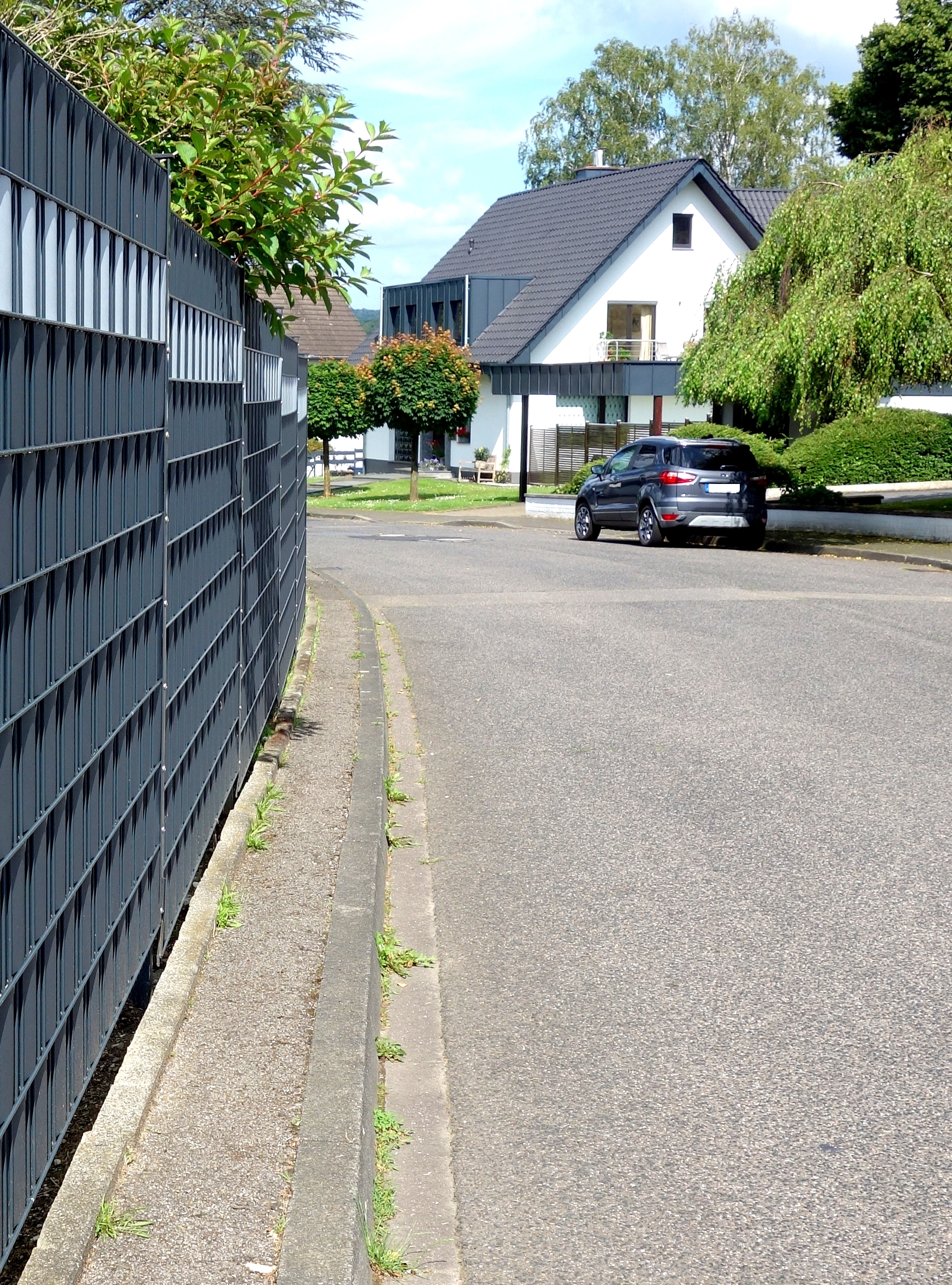
45 cm schmaler Gehweg in Bergisch Gladbach

Grundmaß des Seitenraums

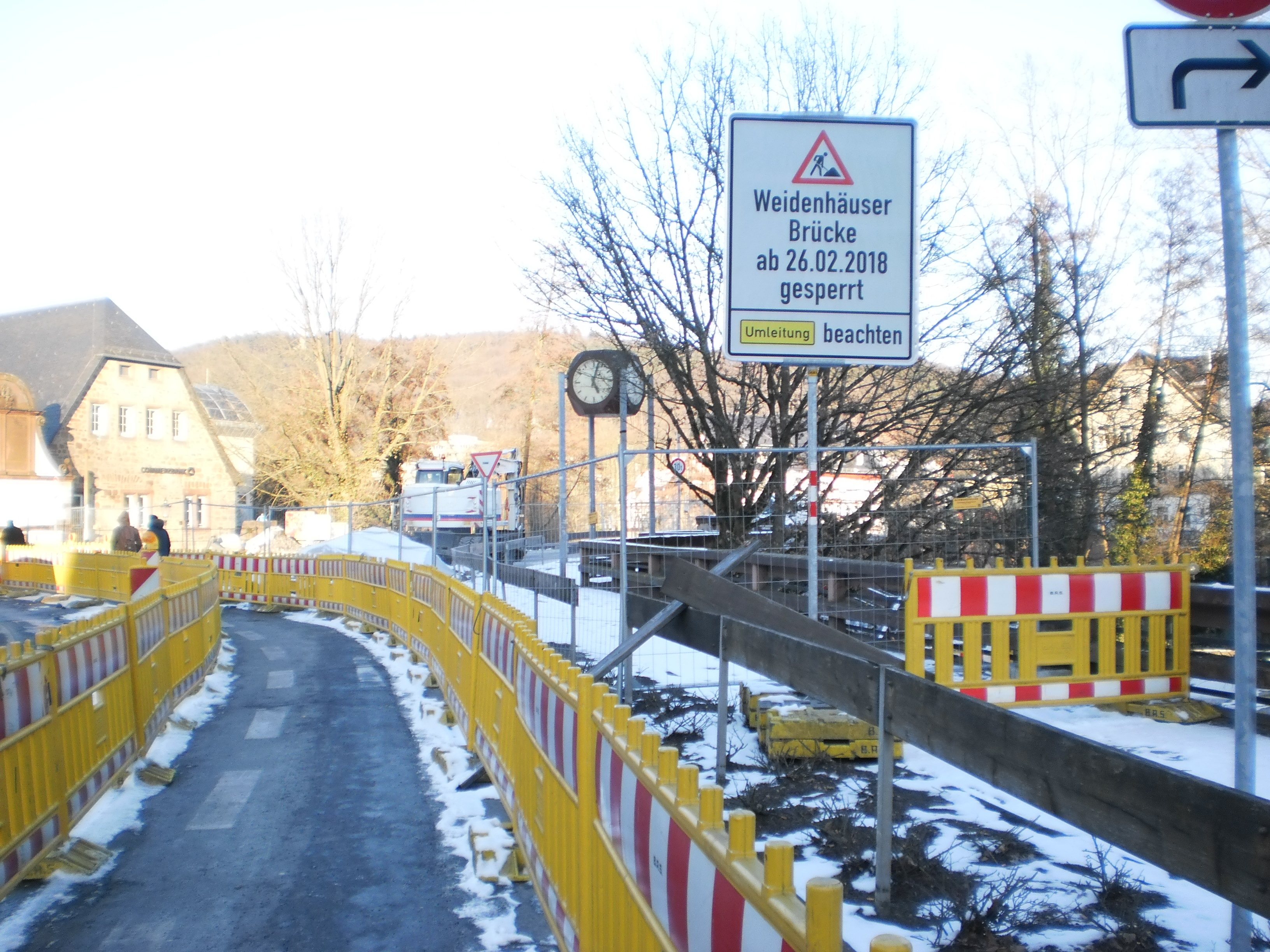
Ein temporärer Gehweg an einer Baustelle mit Absperrungen von der Fahrbahn abgetrennt

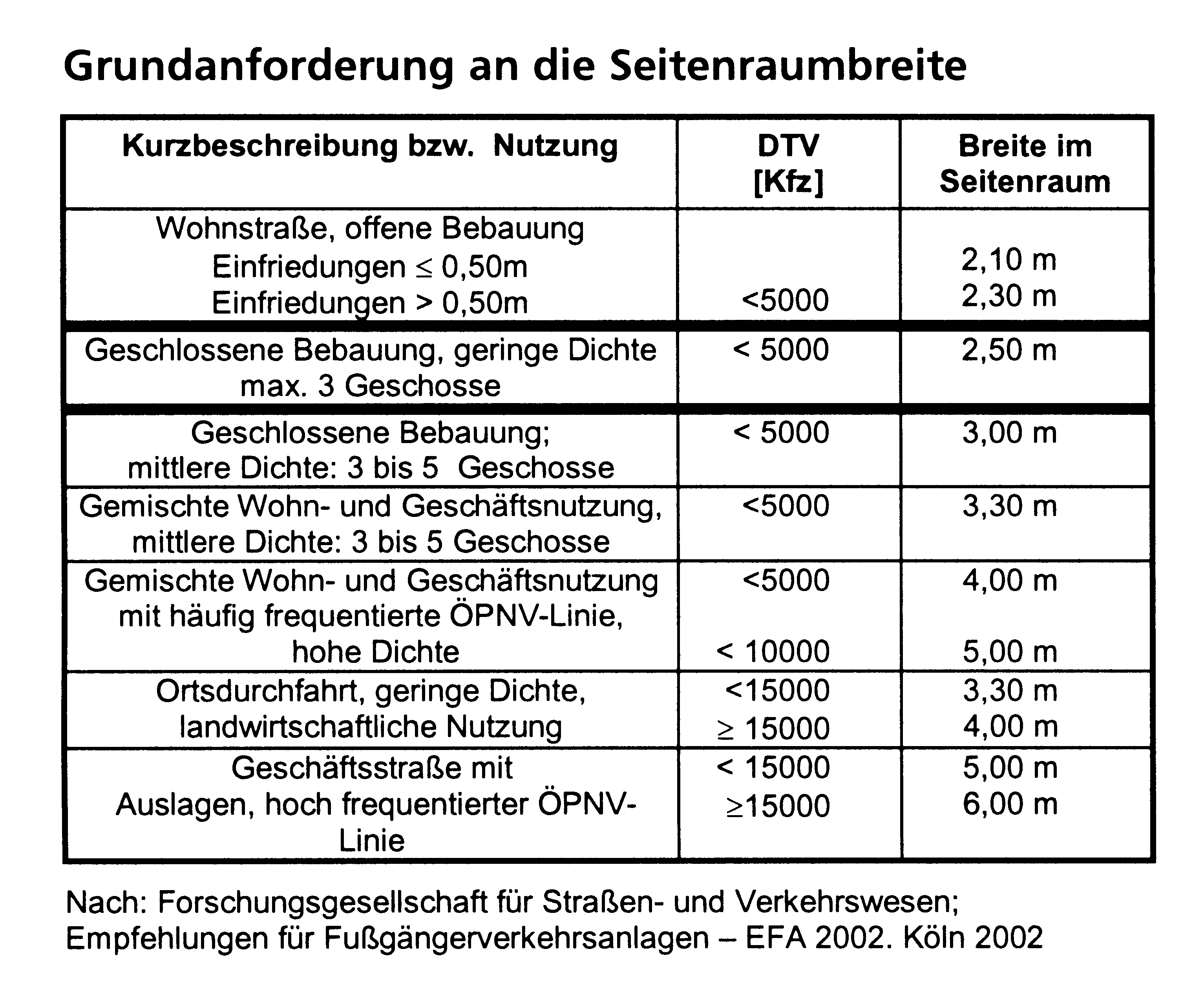
Grundanforderungen an die Seitenraumbreite

In der Verkehrswissenschaft wird der Bereich neben der Fahrbahn als Seitenraum bezeichnet, weil er auch einen Sicherheitsbereich zur Fahrbahn beinhaltet, der nicht zum Bewegungsraum der Fußgänger gehört. Der Sicherheitsabstand zur Fahrbahn beträgt in der Regel 0,5 m. Erst daneben beginnt der Gehwegbereich.
Im Jahr 2002 wurden von der Forschungsgesellschaft für Straßen- und Verkehrswesen – FGSV – die „Empfehlungen für Fußgängerverkehrsanlagen – EFA 2002“ herausgegeben. Basierend auf aktuellen Forschungsprojekten zum Flächenbedarf der Fußgänger sind in diesen Empfehlungen zu Mindestanforderungen formuliert, die ein Gehweg erfüllen muss:
- Das Begegnen zweier Fußgänger, auch mit Regenschirmen, muss möglich sein. Zwei sich begegnende Fußgänger müssen genügend Abstand zwischen sich haben.
- Zu berücksichtigen ist auch, dass im Durchschnitt 46 % der Fußgänger ein Gepäckstück, eine Tasche oder dergleichen tragen.
- Ein Überholen langsamer Personen, die zum Beispiel nur schlendern, muss möglich sein.
- Etwa 40 % der Fußgänger sind als Paar oder größere Gruppe unterwegs.
- Es muss ein Abstand zur Hauswand vorhanden sein.
- Der Sicherheitsabstand zur Fahrbahn muss gewährleistet werden; in diesem Sicherheitsbereich werden auch die Verkehrsschilder aufgestellt.
- Mit dem Fahrrad fahrende Kinder (siehe oben) dürfen nicht zur Gefährdung werden.
- Zu der Nutzbarkeit der Gehwege gehört besonders auch die Berücksichtigung der Anforderungen mobilitätsbehinderter Personen. Um die Barrierefreiheit zu gewährleisten, muss das Begegnen von zwei Rollstuhlfahrern möglich sein.
- Zunehmend wichtig wird auch das altengerechte Bauen. Personen mit Rollatoren sollten auch aneinander vorbeikommen.
- Zur Nutzbarkeit gehört auch die Möglichkeit des Begegnens zweier Personen mit Kinderwagen.
- Gehwege haben auch soziale Funktionen wie Aufenthalt. Auch dafür muss der entsprechende Platz vorhanden sein.

Die Mindestanforderung, bezeichnet als Grundausstattung, ist in den Empfehlungen für Fußgängerverkehrsanlagen der FGSV eine Seitenraumbreite von 2,5 m. Unter bestimmten Voraussetzung (siehe Abbildung) kann auch von diesen Mindestanforderungen abgewichen werden.
Zu dieser Grundausstattung kommen allerdings noch Zuschläge, wenn Einbauten oder Bepflanzungen im Seitenraum zu finden sind. Die Zuschläge betragen beispielsweise bei Schaufenstern 1,0 m, bei Bäumen 2,0–2,5 m, bei ÖPNV-Haltestellen mindestens 1,5 m, bei Stellflächen für Fahrräder je nach Aufstellwinkel zwischen 1,5 m und 2,0 m. Sind Schräg- oder Senkrechtparkplätze vorhanden, kommt wegen des Fahrzeugüberhanges ein Zuschlag von 0,75 m hinzu.
Sind die Anforderungen des Fußverkehrs höher, muss natürlich auch die Gehwegbreite entsprechend größer sein. Das ist beispielsweise bei Geschäftsstraßen der Fall, wo die Anzahl der Fußgänger größer und auch die Aufenthaltsfunktion höher ist. Hier verweilen mehr Menschen vor den Schaufenstern. Es gibt einen deutlichen Zusammenhang zwischen der Nutzung in der Straße und der Menge der Fußgänger, die diese Straße benutzen. Hier spielt aber auch die Bebauungsdichte eine wichtige Rolle. In den Empfehlungen für Fußgängerverkehrsanlagen der FGSV sind für verschiedene Straßentypen unterschiedliche Grundanforderungen festgelegt.
Die Querneigung bei Gehwegen soll das für die Entwässerung notwendige Maß von 2,5 % nicht überschreiten, um die Notwendigkeit des Gegensteuerns für Rollstuhlfahrer zu vermeiden. Das ist insbesondere auch bei Grundstückzufahrten zu beachten.

### Österreich
Von der Forschungsgemeinschaft Straße und Verkehr wurde im August 2004 das „Merkblatt RVS 3.12 – Fußgängerverkehr“ herausgegeben.
Der Gehwegbereich wird unterschieden zwischen dem eigentlichen Verkehrsraum, der freizuhalten ist von Hindernissen, und einem Lichtraum rechts, links (und oberhalb) des Verkehrsraums. Dieser Lichtraum ist zur Aufnahme z. B. von Verkehrsschildern vorgesehen und dient auch als Schutzstreifen zur Fahrbahn. Der Schutzstreifen zur Fahrbahn variiert je nach zulässiger Kraftfahrzeuggeschwindigkeit auf der Fahrbahn zwischen 0,25 m (bei 30 km/h und weniger), 0,5 m bis 50 km/h und darüber bei 1,0 m.
Auch gibt es Breitenzuschläge, z. B. für den Fahrzeugüberhang bei Senkrecht- oder Schrägparkplätzen (0,5 m), bei Schaufenstern und Vitrinen (1,0 m), für Aufenthaltsflächen bei ÖPNV-Haltestellen (mindestens 1,5 m), Stellflächen für längs abgestellte Fahrräder (0,8 m) und quer abgestellte Fahrräder (2,0 m). Der eigentliche Verkehrsraum soll im Regelfall eine Breite von mindestens 2,0 m haben.
Damit ist der Mindestregelquerschnitt für einen Gehweg in einer Straße mit zulässigen 50 km/h dann 2,5 Meter.
Bei höheren Fußgängermengen (in Fußgängern pro Stunde) kann dann anhand einer Abbildung der notwendige Verkehrsraum ermittelt werden. Dabei gibt es eine Bandbreite (Verkehrsqualität) zwischen beengtem und bequemen Fußgängerverkehr. Bei 1000 Fußgängern pro Stunde kann der Verkehrsraum zwischen 2,7 m und 3,4 m breit sein. Hinzu kommen dann die Breitenzuschläge.

## Konflikte mit anderen Nutzungen

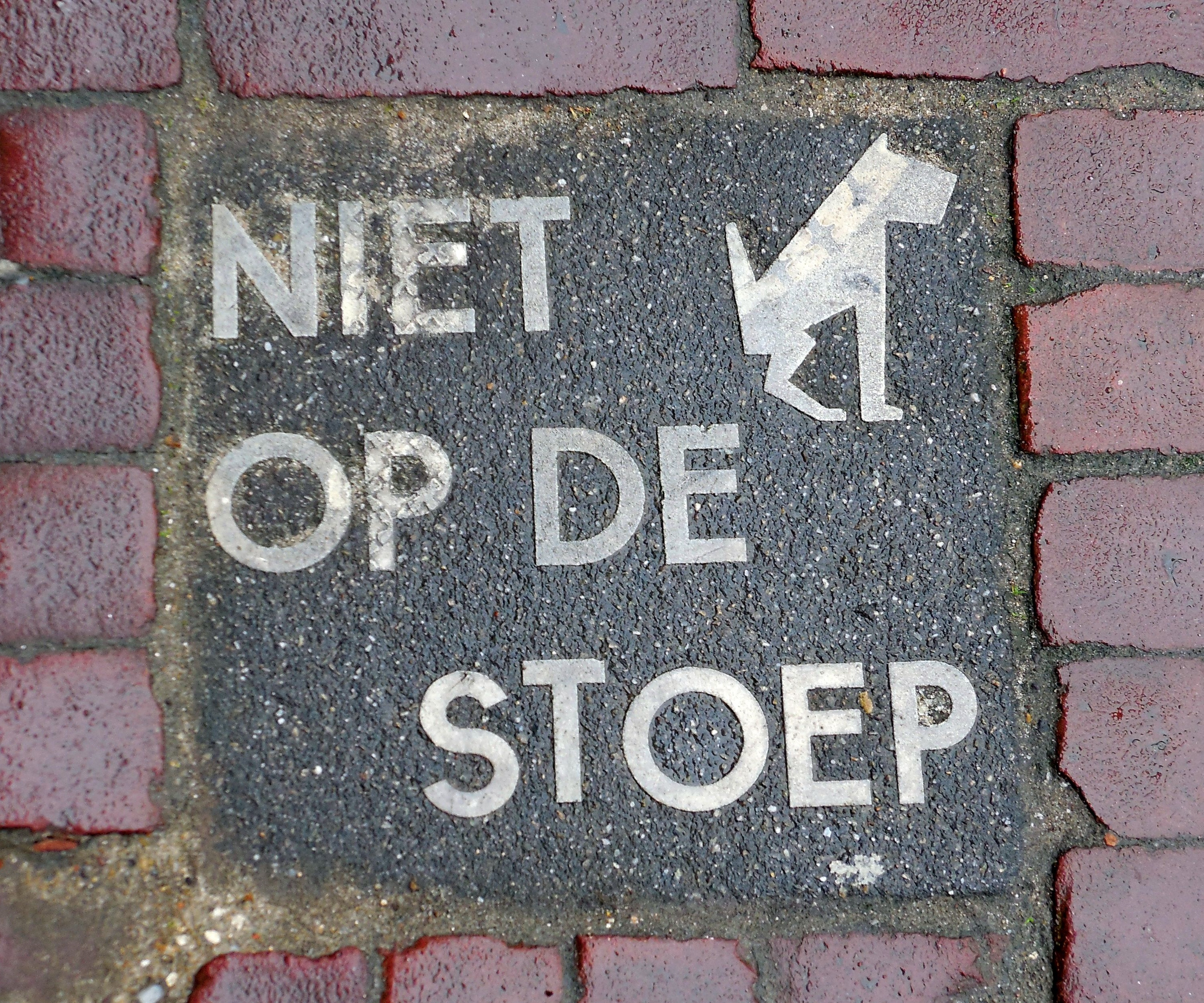
Gehsteig in Gouda (Niederlande)

Die Flächen für Fußgänger werden vielfach für zusätzlich andere Nutzungen in Anspruch genommen. Solche Nutzungen können die Fußgängersicherheit und die Fußgängerfreundlichkeit von Gehwegen beeinträchtigen.
Gehwege sind Schutzflächen für Fußgänger. Insbesondere müssen die Anforderungen von Barrierefreiheit beachtet werden.
Gehwege sollen auch Aufenthaltsqualität haben. Ein Fußgängerpaar will nicht immer wieder entgegenkommenden Dritten ausweichen müssen.
Die Nutzungsmischung gehört teilweise zur Qualität des städtischen Lebens. Die dazugehörigen Konflikte werden oft als Teil von Urbanität gesehen. In bestimmten Fällen kann Enge und Gedränge Ausdruck von Lebendigkeit sein.

### Benutzungsverbot für Fahrzeuge in Deutschland
Die Benutzung der Gehwege durch Fahrzeuge ist nicht erlaubt. Das ergibt sich aus § 2, Absatz 1 der Straßenverkehrs-Ordnung (StVO): „Fahrzeuge müssen die Fahrbahn benutzen (…)“
Für Kinder, die auf Fahrrädern unterwegs sind, gibt es besondere Vorschriften (§ 2, Absatz 5 StVO):
- Kinder bis zum vollendeten achten Lebensjahr müssen Gehwege benutzen.
- Kinder bis zum vollendeten zehnten Lebensjahr dürfen Gehwege benutzen.
- Ist ein baulich von der Fahrbahn getrennter Radweg vorhanden, so dürfen Kinder bis zum vollendeten achten Lebensjahr auch diesen Radweg benutzen.
- Auf Gehende ist besondere Rücksicht zu nehmen.
  - Der Fußverkehr darf weder gefährdet noch behindert werden.
  - Soweit erforderlich, muss die Geschwindigkeit an den Fußgängerverkehr angepasst werden.
- Wenn ein Kind bis zum vollendeten achten Lebensjahr von einer geeigneten Aufsichtsperson begleitet wird, darf diese Aufsichtsperson für die Dauer der Begleitung den Gehweg ebenfalls mit dem Fahrrad benutzen. Eine Aufsichtsperson ist insbesondere geeignet, wenn diese mindestens 16 Jahre alt ist.
- Vor dem Überqueren einer Fahrbahn müssen Kinder und die diese begleitende Aufsichtsperson vom Fahrrad absteigen.

Nicht als Fahrzeug bezeichnet werden besondere Fortbewegungsmittel (§ 24 StVO). Darunter fallen Schiebe- und Greifrollstühle, Rodelschlitten, Kinderwagen, Roller, Kinderfahrräder und ähnliche Fortbewegungsmittel. Personen mit Inline-Skates müssen, wenn keine andere Regelung besteht, die Gehwege benutzen.
Das generelle Verbot der Nutzung eines Gehweges wird aufgehoben, wenn eine Nutzung ausdrücklich zugelassen ist, z. B. durch einen ausgeschilderten gemeinsamen Fuß- und Radweg.

### Radfahren auf Gehwegen

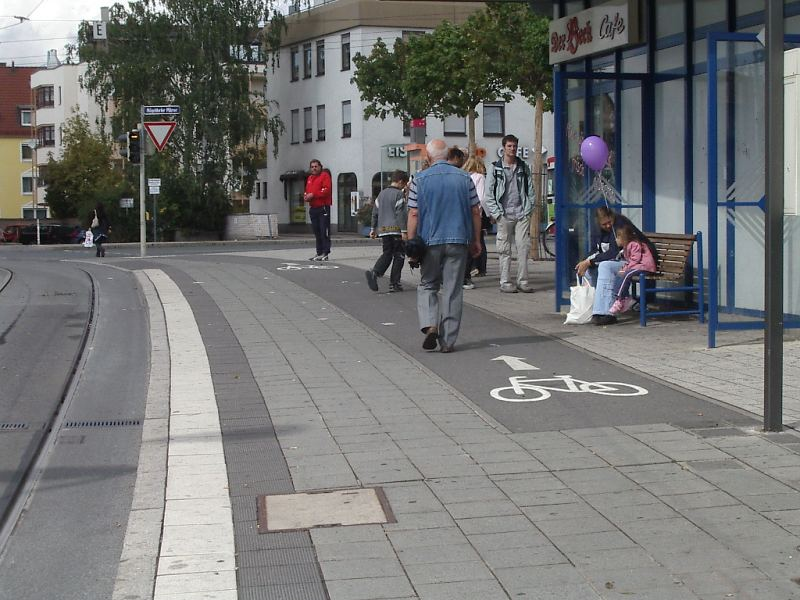
Radweg in Mögeldorf, Stadtteil von Nürnberg

Häufig wurden Radwege als sogenannte Bordsteinradwege auf Flächen angelegt, die ehemals als Teil der Gehwege den Fußgängern zur Verfügung standen. Dadurch werden Konflikte von der Fahrbahn auf den Gehweg verlagert.
Die Geschwindigkeitsunterschiede zwischen beiden Verkehrsarten sind in der Regel hoch. Fußgänger bewegen sich mit einer Geschwindigkeit zwischen 1,8 km/h (Ältere, Gehbehinderte) und etwa 6,5 km/h. Radfahrer sind mit circa 12 bis 40 km/h unterwegs. Dementsprechend hoch ist das Konfliktpotential zwischen diesen beiden Verkehrsteilnehmergruppen.
Kinder bedürfen aufgrund ihrer Unerfahrenheit größerer Aufmerksamkeit. Für ältere Menschen oder sehbehinderte Menschen sind die fast lautlos herannahenden Fahrräder ein zusätzliches Gefahrenpotential. Dieser Konflikt ist durchaus im Unfallgeschehen nachzuweisen. Die Dunkelziffer, das sind die nicht der Polizei gemeldeten Unfälle, ist gerade bei Fuß- und Radverkehr besonders hoch.
Generell wird zwischen drei verschiedenen Formen unterschieden:

#### Getrennter Rad- und Gehweg

Getrennter Rad- und Gehweg

Hier sind getrennte Flächen für beide Verkehrsarten vorgesehen. Wegen der häufig nicht eindeutigen Trennlinie wird das von Teilnehmern beider Verkehrsarten oft nur bedingt beachtet. Nach den unten genannten Regelwerken der FGSV ist inzwischen eine taktil erfassbare Trennung in Form eines Begrenzungsstreifens erforderlich.
Die Abtrennung erfolgt häufig nur durch eine Straßenmarkierung (weißer Schmalstrich) auf der Verkehrsfläche. Teilweise werden unterschiedliche Materialarten verwendet, wie Asphalt für die eine Verkehrsart und Pflastersteine für die andere Verkehrsart. Selten besteht, wie in Dänemark üblich, ein eigener Bord zwischen Gehweg und Radweg oder ein Grünstreifen.
Für Blinde sind die häufig nur durch farbliche Markierung oder Gestaltung abgegrenzten Radwege mit dem Blindenstock nicht ertastbar, sodass diese Regelung nicht barrierefrei ist.
Durch die Novelle der VwV-StVO 1997 wurden Mindestbreiten für Radwege festgelegt, allerdings keine Mindestanforderungen an Gehwegbreiten. Das hat in der Zwischenzeit dazu geführt, dass Gehwegflächen noch weiter reduziert wurden, um der Verwaltungsvorschrift für Radwege Genüge zu tun.
Es ist zu beobachten, dass Radwege ohne Benutzungspflicht neu angelegt werden. Das war ursprünglich bei der Novelle der Verwaltungsvorschrift nicht vorgesehen.

#### Gemeinsame Geh- und Radwege

Gemeinsamer Geh- und Radweg

Wo für sich einzeln ausreichend breite Bordsteinradwege und Gehwege nicht nebeneinander möglich sind, werden oft gemeinsame Geh- und Radwege angelegt.
Hier besteht für Radfahrer eine Benutzungspflicht. Für diese Regelung gibt es klare und tendenziell restriktive Vorgaben in der Verwaltungsvorschrift zur Straßenverkehrs-Ordnung, VwV-StVO sowie den Regelwerken der FGSV, so den Empfehlungen für Radverkehrsanlagen, ERA 2010 wie auch den Richtlinien für die Anlage von Stadtstraßen, RASt 06, dass sie erst ab bestimmten Breiten und nur bei geringem Fußgänger- und Radverkehrsaufkommen eingesetzt werden darf.
Häufig wurden gemeinsame Geh- und Radwege, besonders nach Einwendungen der Radfahrverbände oder Klagen einzelner Radfahrer, in Gehweg, Radverkehr frei umgewandelt. Damit besteht ein Benutzungsrecht für den Radverkehr, aber keine Pflicht mehr, diesen Weg zu nutzen. Radfahrer können hier auch die Fahrbahn nutzen.

#### Gehweg / Radfahrer frei

Sonderweg für Fußgänger

Radfahrer frei

Zunehmend werden in den Kommunen Gehwege für den Radverkehr freigegeben. Die Freigabe von Gehwegen für Radfahrer kommt nach der Verwaltungsvorschrift zu Z 239 StVO allerdings „nur in Betracht, wenn das unter Berücksichtigung der Belange der Fußgänger vertretbar ist.“
In einer Studie wurde 1997 festgestellt, dass über 80 % aller Radfahrer von der Möglichkeit Gebrauch machen, einen Gehweg zu nutzen, wenn dieser für den Radverkehr freigegeben ist. Die Durchschnittsgeschwindigkeit der Radfahrer auf freigegebenen Gehwegen lag damals mit etwa 15 km/h nur geringfügig unter der üblichen Geschwindigkeit bei Fahrbahnnutzung und weit über der damals erlaubten Schrittgeschwindigkeit. Selbst im Begegnungsfall mit Gehenden betrug die Durchschnittsgeschwindigkeit noch 14 km/h. Die in der StVO festgeschriebene Schrittgeschwindigkeit wurde danach keinesfalls eingehalten.
In einem gemeinsamen Positionspapier des ADFC e. V. Landesverband Thüringen und Blinden- und Sehbehindertenverband Thüringen e. V. wird festgestellt: „Beide Verbände sehen in der grundsätzlichen Trennung von Rad- und Fußgängerverkehr die einzig relevante Problemlösung. Dabei sind alle verkehrsplanerischen Möglichkeiten zu nutzen. Die Umsetzung dieser Forderung liegt letztlich nicht nur im Sicherheitsinteresse der Radfahrer und Fußgänger, sondern im Interesse aller Verkehrsteilnehmer.“

### Parken auf Gehwegen
Durch Parken auf Gehwegen wird die Bewegungsfreiheit von Fußgängern eingeschränkt. Das erfolgt entweder illegal oder ist durch Verkehrszeichen erlaubt.
Häufig werden die Mindestbreiten nach den Straßenbaurichtlinien (siehe oben) nicht eingehalten. Teilweise ist die Nutzung durch Personen mit Kinderwagen oder Rollstuhl nicht mehr möglich. Für Blinde mit Blindenstock stellen Fahrzeuge auf Gehwegen immer ein Problem dar, weil es dadurch keine klaren Führungskanten gibt.
Es gibt einen deutlichen Zusammenhang zwischen der Ausweisung von Parkflächenmarkierung auf Teilen des Gehwegs und dem nicht erlaubten Parken auf Teilen von Gehwegen.

#### Deutschland

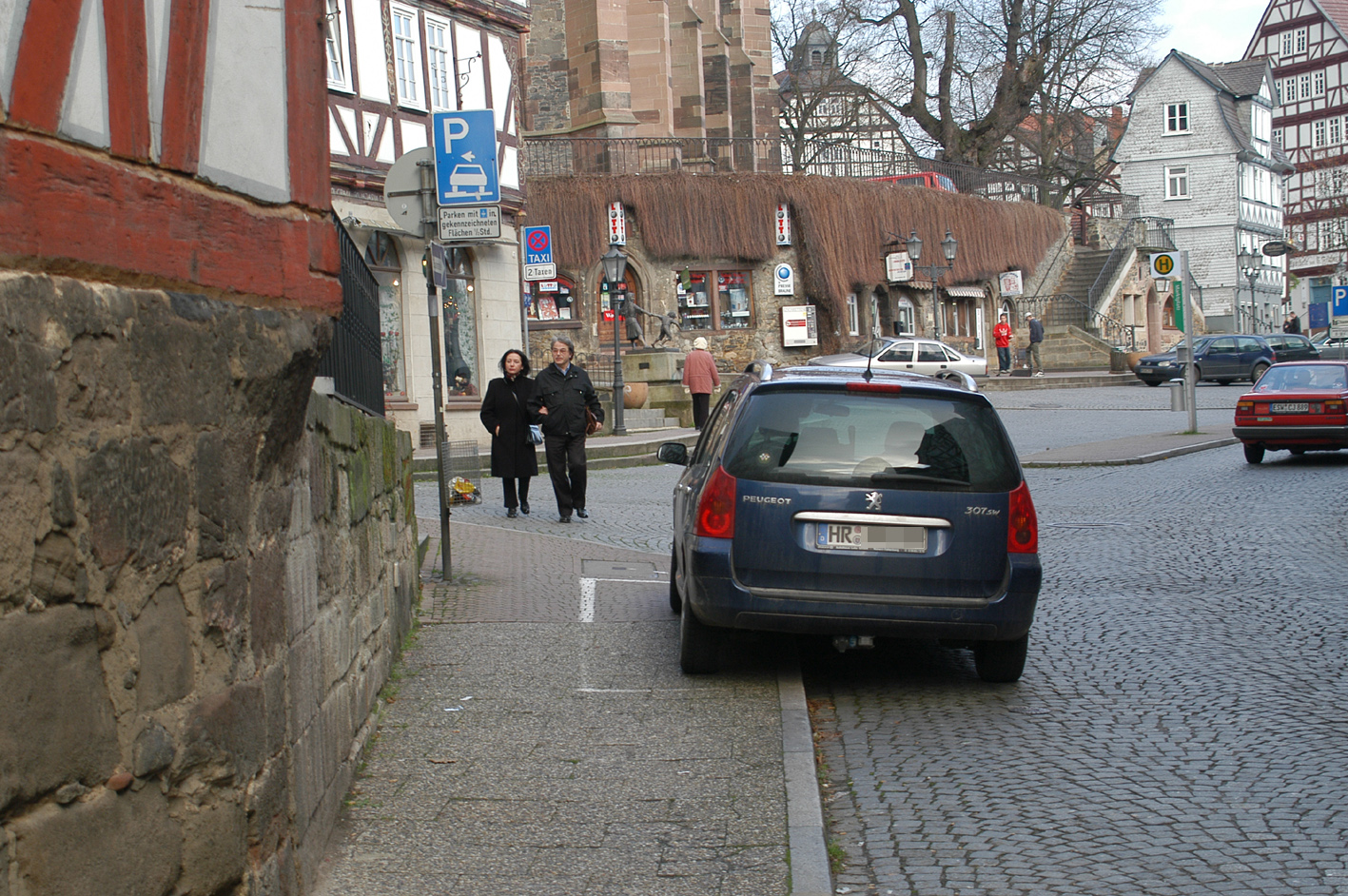
Ausgewiesenes Parken auf Teilstücken des Gehwegs mit Zeichen 315 in Homberg (Efze)

In Deutschland gelten besondere Regelungen zum Parken, so dass auf Gehwegen generell nicht geparkt werden darf, sofern es nicht durch das Zeichen 315 „Parken auf Gehwegen“ oder eine entsprechende Parkflächenmarkierung erlaubt ist. Für beide Fälle gilt jedoch:
„Das Parken auf Gehwegen darf [durch die zuständige Verwaltungsbehörde] nur zugelassen werden, wenn genügend Platz für den unbehinderten Verkehr von Fußgängern gegebenenfalls mit Kinderwagen oder Rollstuhlfahrern auch im Begegnungsverkehr bleibt, die Gehwege und die darunter liegenden Leitungen durch die parkenden Fahrzeuge nicht beschädigt werden können und der Zugang zu Leitungen nicht beeinträchtigt werden kann.“ (Zu Zeichen 315 Parken auf Gehwegen sowie zu Anlage 2 lfd. Nummer 74 Parkflächenmarkierungen siehe VwV-StVO.)
Eine vorhandene Parkerlaubnis auf Gehwegen durch das Zeichen 315 oder eine Parkflächenmarkierung beschränkt sich jedoch stets auf Fahrzeuge mit einem zulässigen Gesamtgewicht von maximal 2,8 t (Anlage 2 Nr. 74 sowie Anlage 3 Nr. 10 StVO) und gilt nicht „über Schachtdeckeln und anderen Verschlüssen“ (§ 12 Abs. 3 Nr. 4 StVO). Ordnungswidrigkeiten durch nicht erlaubtes Gehwegparken können nach den einschlägigen Bestimmungen der Bußgeldkatalog-Verordnung (Abschnitt I lfd. Nr. 52a ff. der Anlage zur BKatV) geahndet werden.
In der Praxis wird das verbotswidrige Gehwegparken allerdings von den zuständigen Behörden oft ignoriert. So musste beispielsweise das Verkehrsministerium Baden-Württemberg über die jeweiligen Regierungspräsidien die Ordnungsbehörden mehrerer Städte anweisen lassen, diese rechtswidrige Verfahrensweise zu ändern. Zuvor wurde beispielsweise in Ulm in über einem Viertel der Straßen verbotswidrig auf Gehwegen geparkt. Nach einer Entscheidung des Bundesverwaltungsgerichts aus dem Juni 2024 haben Anwohner bei erheblichen Beeinträchtigungen durch verbotenes Gehwegparken gegen die Straßenverkehrsbehörde einen Anspruch auf ermessensfehlerfreie Entscheidung über ein Einschreiten. Dieser Anspruch beschränkt sich allerdings auf den Gehweg, der auf der Straßenseite des Anwohners verläuft, und in der Regel auch nur auf den Straßenabschnitt bis zur Einmündung der Anwohnerstraße in die nächste (Quer-)Straße.

#### Österreich
In Österreich gilt generell: „Das Halten und das Parken ist verboten[,] wenn Fußgänger, insbesondere auch Personen mit Kinderwagen oder Behinderte mit Rollstuhl, an der Benützung eines Gehsteiges, eines Gehweges oder eines Geh- und Radweges gehindert sind“ (§ 24 Abs. 1 lit. o StVO), aber: „Ist auf Grund von Bodenmarkierungen das Aufstellen von Fahrzeugen auf Gehsteigen vorgesehen, so dürfen auf diesen Flächen nur Fahrzeuge mit einem Gesamtgewicht von nicht mehr als 3.500 kg aufgestellt werden“ (§ 23 Abs. 2 StVO). Das Halten für Ladetätigkeiten kann mittels einer Bewilligung erlaubt werden (§ 62 StVO).

#### Schweiz
In der Schweiz gilt auf Gehwegen (Trottoir) ein grundsätzliches Parkverbot, sofern es Signale oder Markierungen nicht ausdrücklich zulassen. Ohne eine solche Signalisation darf auf dem Trottoir nur zum Güterumschlag oder zum Ein- und Aussteigenlassen von Personen angehalten werden; für Fussgänger muss stets ein mindestens 1,50 m breiter Raum frei bleiben (Art. 41 Abs. 1bis VRV).

### Andere Hindernisse auf Gehwegen
Auf Gehwegen abgestellte Mülltonnen behindern vor allem Personen mit Kinderwagen oder Handwagen. Diese müssen dann häufig auf die Fahrbahn ausweichen.

#### Einbauten

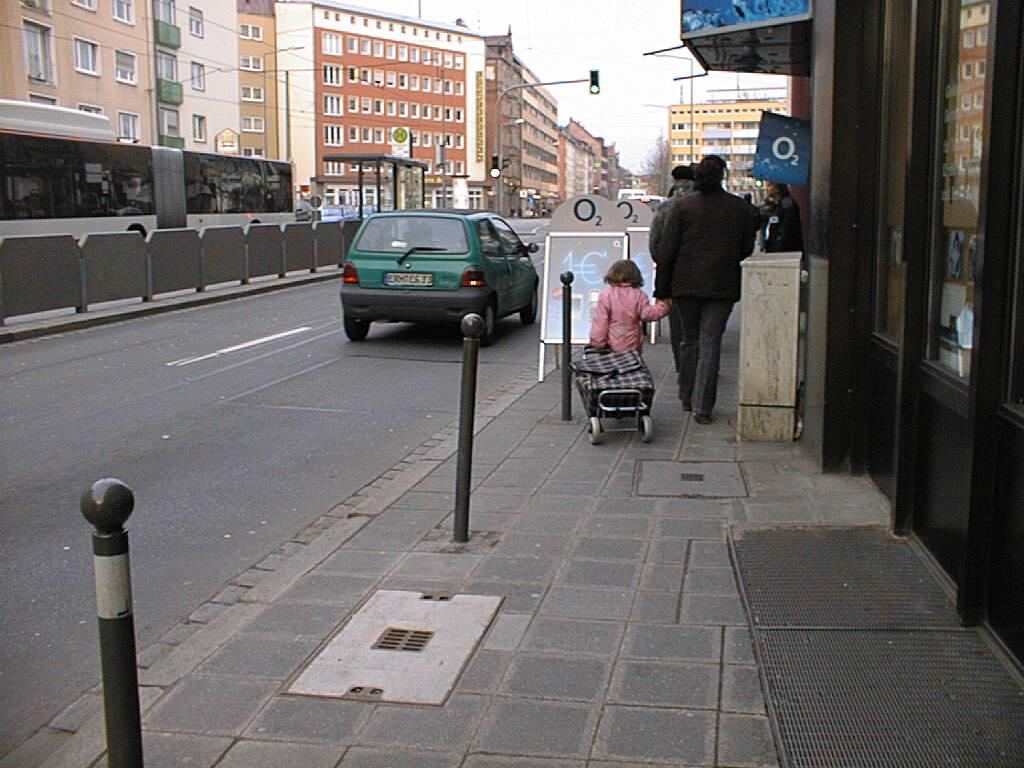
Ungünstiger Standort für Gehweg-Einbauten. Zusätzlich wird der Gehweg durch Werbeaufsteller eingeengt. (Stresemannplatz in Nürnberg)

Einbauten, wie Verteilerschränke von Energieversorgungs- und Telekommunikationsunternehmen, behindern vielerorts den Fußgängerverkehr. Gleiches gilt für die immer häufiger zu findenden Verteilerschränke der Briefpost. Auch Hydranten sind manchmal behindernd aufgestellt. Pfosten, die eigens aufgestellt wurden, um die Behinderung von Fußgängern durch parkende Fahrzeuge auszuschließen, können ihrerseits den Fußgängerverkehr behindern.
Unsanierte Gehwege stellen in vielen Städten eine erhebliche Stolper- und Sturzgefahr dar, insbesondere für ältere und behinderte Menschen. Kannrückchen, erhöhte Gehwege, die sich über 50 Zentimeter über der angrenzenden Fahrbahn erheben, bilden eine Unfallgefahr für Fußgänger.

#### Sondernutzung von Gehwegen
Die Gehwege dürfen aufgrund einer behördlichen Erlaubnis der Sondernutzung für andere Zwecke benutzt werden, wenn ausreichend Platz für Fußgänger verbleibt. Das liegt in der Entscheidung jeder Gemeinde. Dann kann dort u. a. eine Außengastronomie betrieben, Plakat- und Werbeständer auf den Gehweg gestellt werden. Einzelhändler, die ohne Sondernutzungsgenehmigung Verkaufsauslagen, Sonderverkaufsstände oder Werbetafeln aufstellen, handeln illegal und schaffen zusätzliche Hindernisse für den Fußgängerverkehr.